# Torneio Rio-São Paulo de 2002
O Torneio Rio-São Paulo de 2002 foi a 25.ª e última edição do torneio. Ao todo 16 equipes participaram da disputa, sendo nove de São Paulo e sete do Rio de Janeiro.
Chamou atenção a superioridade paulista no final da fase de classificação, quando quatro equipes paulistas ocuparam as quatro vagas das semifinais. A não-classificação dos times do Rio foi considerada pela mídia um marco da "crise do futebol carioca".
Na final do campeonato, o Corinthians superou o São Paulo e sagrou-se campeão do torneio.
Os 3 melhores paulistas (que foram os 3 melhores da competição) se classificaram para o Supercampeonato Paulista, que também tinha a presença do campeão do Paulistão de 2002, que foi disputado apenas entre clubes "pequenos" não participantes do interestadual. No caso dos cariocas, jogaram a fase inicial do estadual, ou mesmo todo o campeonato, com times reservas, disputando em paralelo ao Rio-São Paulo, já estando os 4 grandes automaticamente classificados para a fase final.

## Representantes de São Paulo
Corinthians, Etti Jundiaí (atual Paulista de Jundiaí), Guarani, Palmeiras, Ponte Preta, Portuguesa, São Caetano, Santos e São Paulo, foram os clubes paulistas representados.

## Representantes do Rio de Janeiro
America, Americano, Bangu, Botafogo, Flamengo, Fluminense e Vasco, foram os clubes cariocas representados.

## Regulamento
Os 16 clubes jogam entre si somente em turno e os quatro clubes com melhor pontuação avançam às semifinais. O pior paulista e o pior carioca são rebaixados para os seus campeonatos estaduais sendo substituídos por outros com melhores campanhas nos dois estaduais. Além dos semifinalistas, o 5º e o 6º também se classificam para a Copa dos Campeões 2002.

## Classificação da 1ª fase
|     | Time          | Pts | J  | V | E | D  | GP | GC | SG  |
| --- | ------------- | --- | -- | - | - | -- | -- | -- | --- |
| 1º  | Corinthians   | 31  | 15 | 9 | 4 | 2  | 30 | 14 | 16  |
| 2º  | Palmeiras     | 31  | 15 | 9 | 4 | 2  | 34 | 23 | 11  |
| 3º  | São Paulo     | 26  | 15 | 8 | 2 | 5  | 47 | 31 | 16  |
| 4º  | São Caetano   | 25  | 15 | 8 | 1 | 6  | 23 | 18 | 5   |
| 5º  | Fluminense    | 24  | 15 | 7 | 3 | 5  | 33 | 23 | 10  |
| 6º  | Vasco da Gama | 24  | 15 | 6 | 6 | 3  | 32 | 23 | 9   |
| 7º  | Botafogo      | 23  | 15 | 6 | 5 | 4  | 32 | 25 | 7   |
| 8º  | Etti Jundiaí  | 23  | 15 | 6 | 5 | 4  | 32 | 27 | 5   |
| 9º  | Santos        | 23  | 15 | 6 | 5 | 4  | 25 | 20 | 5   |
| 10º | Portuguesa    | 20  | 15 | 6 | 2 | 7  | 27 | 37 | -10 |
| 11º | Ponte Preta   | 20  | 15 | 5 | 5 | 5  | 29 | 28 | 1   |
| 12º | Guarani       | 20  | 15 | 5 | 5 | 5  | 19 | 19 | 0   |
| 13º | Flamengo      | 15  | 15 | 4 | 3 | 8  | 34 | 38 | -4  |
| 14º | Americano     | 11  | 15 | 3 | 2 | 10 | 20 | 37 | -17 |
| 15º | Bangu         | 8   | 15 | 1 | 5 | 9  | 18 | 38 | -20 |
| 16º | America       | 7   | 15 | 2 | 1 | 12 | 15 | 49 | -34 |

| Pts – pontos; J – jogos disputados; V - vitórias; E - empates; D - derrotas; GP – gols pró; GC – gols contra; SG – saldo de gols. |

## Fases finais

### Semifinais
| Equipe 1    | Total | Equipe 2    | 1.º jogo | 2.º jogo |
| ----------- | ----- | ----------- | -------- | -------- |
| São Caetano | 2–4   | Corinthians | 1–1      | 1–3      |
| São Paulo   | 3–3   | Palmeiras   | 1–1      | 2–2      |

### Final

#### Primeiro Jogo
| 5 de maio de 2002 | São Paulo                  | 2 – 3 | Corinthians                        | Estádio do Morumbi (São Paulo)                       |
|                   | Adriano 16' · Belletti 69' |       | Deivid 47' · Leandro 53' · Gil 64' | Público: 34,514 Árbitro: Edílson Pereira de Carvalho |

- São Paulo: Rogério Ceni, Belletti, Emerson, Jean e Gustavo Nery; Fábio Simplício, Maldonado, Adriano (Souza) e Lúcio Flávio; Dill (Júlio Baptista) e Reinaldo. Técnico: Nelsinho Baptista.

- Corinthians: Dida, Rogério, Fábio Luciano, Ânderson e Kléber; Fabrício (Fabinho), Vampeta e Ricardinho; David, Leandro (Renato) e Gil. Técnico: Carlos Alberto Parreira.

#### Segundo Jogo
| 12 de maio de 2002 | Corinthians | 1 – 1 | São Paulo    | Estádio do Morumbi (São Paulo)                   |
|                    | Rogério 77' |       | Reinaldo 02' | Público: 53,414 Árbitro: Paulo Cesar de Oliveira |

- Corinthians: Dida, Rogério, Fábio Luciano, Ânderson e Kléber; Fabrício, Vampeta e Ricardinho; David, Leandro(Renato) e Gil (Fabinho). Técnico: Carlos Alberto Parreira.

- São Paulo: Rogério Ceni, Belletti, Reginaldo, Jean, Gustavo Nery; Fábio Simplício (Júlio Baptista), Maldonado, Adriano (Souza), Lúcio Flávio (Rafael); Kaká, Reinaldo. Técnico: Nelsinho Baptista.

## Premiação
| Torneio Rio-São Paulo de 2002   |
| São Paulo                       |
| ------------------------------- |
| Corinthians Campeão (5° título) |